# يوهان بيرنبرغ
يوهان بيرنبرغ (من مواليد 12 مارس 1718 في هامبورغ، توفي 2 مارس 1772 في هامبورغ) كان مصرفي وتاجر من مدينة هامبورغ الألمانية. كان مالكًا مشتركًا لبنك بيرنبرغ منذ عام 1748، مع شقيقه السيناتور بول بيرنبرغ، وبعد وفاة الأخير في عام 1768 أصبح يوهان المالك الوحيد. لا يزال البنك يحمل اسمه (يوهان. بيرنبرغ-جوسلر وشركائه). كان يوهان جامع للتحف الفنية وحمل العديد من المناصب العامة في مدينة هامبورغ.
كان ابنً رودولف بيرنبرغ التاجر المصرفي في هامبورغ (1680-1746) وآنا إليزابيث أمنسك (1690-1748) وحفيدًا لكورنيليوس بيرنبرغ وتاجر لشبونة وهامبورغ بول أمسينك. كان أيضًا أبن حفيدً رودولف كابيل المنحدر من عائلة فلسر. كانت أسرتي والديه تنحدر من بلجيكا وهولندا اليوم، واحتفظت عائلته بهويتها الهولندية طوال حياته. تم إضافة قائمة واسعة من أسلافه في كتاب هامبورجيشس غيشلكهتربوش الذي هو دليل ألماني لانساب العائلات البرجوازية والأرستقراطية. تم تأسيس شركة بيرنبرغ من قبل جده الثاني هانز بيرنبرغ وشقيقه الأخير بول في عام 1590؛ كلاهما كانا متزوجان من بنات تاجر أنتويرب الشهير أندريس سنيلينك وفرانسوا دو رينيالم.